# Oslo
Oslo (AFI: /ˈɔzlo/; pronuncia norvegese [²uʃlu]: , nel dialetto di Oslo [ùʂɭu] – conosciuta anche come Christiania dal 1624 al 1878 e come Kristiania dal 1878 al 1924) è la capitale della Norvegia. Con una popolazione comunale di circa 702 543 abitanti nel 2022, accoglie il 13% circa della popolazione norvegese. L'area urbana conta 1 082 672 di abitanti (2023). Considerando invece l'intera area metropolitana, comunemente chiamata "regione della grande Oslo" (Stor-Osloregionen), che si estende ben oltre i limiti del comune, si ha una popolazione complessiva di 1 546 706 abitanti (2018). I confini geografici della contea di Oslo e del comune sono coincidenti.
La città ha ricevuto il Premio Capitale verde europea per il 2019.

## Etimologia
L'origine del toponimo Oslo è stata oggetto di dibattito. Praticamente certo è che esso derivi dalla lingua norrena, l'antenato della lingua norvegese odierna, e originariamente era, in tutta probabilità, il nome di un grande appezzamento di terreno a Bjørvika, mentre il significato del termine è meno chiaro. 
I linguisti contemporanei generalmente interpretano le forme originali Ánslo, Uslo, Áslo ed Óslo come composte dalle forme norrene delle parole germaniche ansuz o ansaz in prima posizione, e lautho in seconda posizione. Quest'ultima significa "prato" (e genera anche, ad esempio, in altre lingue germaniche, i suffissi -loo in olandese e -ley o -leigh in inglese), mentre ansuz indica la divinità nella religione germanica antica, gli Asi, e ansaz significa "collina". Il toponimo potrebbe quindi significare o "prato consacrato agli Asi" oppure "prato ai piedi di una collina", entrambe considerate etimologie probabili.
Erroneamente, per un periodo si è presunto che Oslo significasse "sbocco del fiume Lo", un supposto nome antico del fiume Alna. Non solo non è stata trovata alcuna evidenza che il fiume si chiamasse "Lo" prima dell'opera nella quale Peder Claussøn Friis propose tale etimologia, ma il nome stesso non seguirebbe le linee grammaticali del norreno-norvegese: la forma corretta, se fosse esistita, sarebbe infatti dovuta essere Loaros (cf. Nidaros). Il nome "Lo" è oggi considerato una retroformazione fatta da Friis a supporto della sua etimologia del toponimo.

## Geografia fisica

### Territorio
Oslo è situata in fondo al fiordo di Oslo, un fiordo all'interno del bacino dello Skagerrak. Il fiordo è quasi tagliato dalla penisola di Nesodden di fronte alla città, a sud; in tutte le altre direzioni invece Oslo è circondata da verdi colline e montagne. All'interno dei confini della città ci sono 40 isole, la più grande delle quali è Malmøya che misura 0,56 km², e 343 laghi il più grande dei quali è il Maridalsvannet, che misura 3,91 km², questo lago rappresenta anche la maggior fonte di approvvigionamento d'acqua potabile per una vasta parte della zona occidentale di Oslo, principalmente Vestre Aker e Nordre Aker. Il fiume più importante e l'Akerselva.
Il punto più alto della città è rappresentato dal Kirkeberget che con i suoi 629 metri svetta sul centro cittadino. La popolazione cittadina rappresenta un numero modesto di persone se comparata a quella delle altre capitali europee, ma c'è da mettere in conto che l'area urbana benché decisamente grande, è occupata per due terzi da aree protette che comprendono laghi, foreste e colline, fatto questo che dà alla città un aspetto arioso e pieno di aree verdi. Per questo motivo non è raro incontrare durante i mesi invernali esemplari di alci all'interno delle strade cittadine.
Il nucleo più antico di Oslo è a nord della fortezza trecentesca di Akershus e rappresenta il centro vitale della città. La via principale è Karl Johans Gate. Su questa arteria lunga un chilometro e mezzo si affacciano gli edifici storici: il palazzo reale della prima metà dell'Ottocento, il Teatro Nazionale in stile rococò, la sede del Parlamento del XIX secolo, l'università datata 1851.

### Clima

Grafico delle temperature.

Secondo la classificazione dei climi di Köppen, Oslo appartiene alla fascia Dfb, ossia al "clima temperato freddo boreale senza stagione secca", umido e con estati relativamente calde.
La temperatura massima media dei mesi estivi (e cioè tra giugno e agosto) è tra i 20,4 °C e i 21,5 °C. Settembre è spesso un mese altrettanto caldo e per incontrare i primi rigori invernali è necessario attendere la fine di ottobre. La più alta temperatura mai registrata risale ai 35 °C del 27 luglio 1901. Ondate di caldo si verificano più volte ogni estate, da giugno a fine agosto, con temperature tra i 30 °C e i 31 °C. Tali temperature hanno favorito la nascita di diverse strutture ricreative particolarmente rinomate lungo l'Oslofjord, con picchi di affluenza nel corso dei mesi estivi quando la popolazione è sospinta verso il mare invitata anche dalle temperature dell'acqua che vanno dai 20 ai 24 °C.
L'inverno nella capitale norvegese è freddo e umido. Le temperature calano fino ai −20 °C o ancor meno quando c'è alta pressione e cielo limpido. Ogni inverno la parte più interna del fiordo tende a ghiacciarsi, favorendo la pratica di diversi sport invernali, come la pesca nel ghiaccio, il pattinaggio su ghiaccio e in alcuni casi addirittura lo sci di fondo. Temperature sotto zero sono registrate per tutto il periodo che va da ottobre a maggio, il mese più freddo è gennaio, con una temperatura media di −4,3 °C, ed entrambi i mesi di gennaio e febbraio possono avere temperature minime di giorno di −7 °C. La temperatura più fredda mai registrata fu di −27.9 °C nel febbraio del 1871. Le nevicate sono ripartite uniformemente lungo i mesi invernali, e in media più di 25 cm di neve si posano sul terreno per almeno 30 giorni l'anno. Le temperature negli ultimi anni tendono ad essere mediamente più alte.
Le precipitazioni medie annue sono di 763 mm, con una lieve tendenza dei mesi estivi a una maggiore umidità.
| Oslo                | Mesi | Mesi | Mesi | Mesi | Mesi | Mesi | Mesi | Mesi | Mesi | Mesi | Mesi | Mesi | Stagioni | Stagioni | Stagioni | Stagioni | Anno |
| Oslo                | Gen  | Feb  | Mar  | Apr  | Mag  | Giu  | Lug  | Ago  | Set  | Ott  | Nov  | Dic  | Inv      | Pri      | Est      | Aut      | Anno |
| ------------------- | ---- | ---- | ---- | ---- | ---- | ---- | ---- | ---- | ---- | ---- | ---- | ---- | -------- | -------- | -------- | -------- | ---- |
| T. max. media (°C)  | −1,8 | −0,9 | 3,5  | 9,1  | 15,8 | 20,4 | 21,5 | 20,1 | 15,1 | 9,3  | 3,2  | −0,5 | −1,1     | 9,5      | 20,7     | 9,2      | 9,6  |
| T. min. media (°C)  | −6,8 | −6,8 | −3,3 | 0,8  | 6,5  | 10,6 | 12,2 | 11,3 | 7,5  | 3,8  | −1,5 | −5,6 | −6,4     | 1,3      | 11,4     | 3,3      | 2,4  |
| Precipitazioni (mm) | 49   | 36   | 47   | 41   | 53   | 65   | 81   | 89   | 90   | 84   | 73   | 55   | 140      | 141      | 235      | 247      | 763  |
| Giorni di pioggia   | 16   | 12   | 13   | 12   | 13   | 14   | 15   | 16   | 16   | 17   | 15   | 15   | 43       | 38       | 45       | 48       | 174  |

## Storia

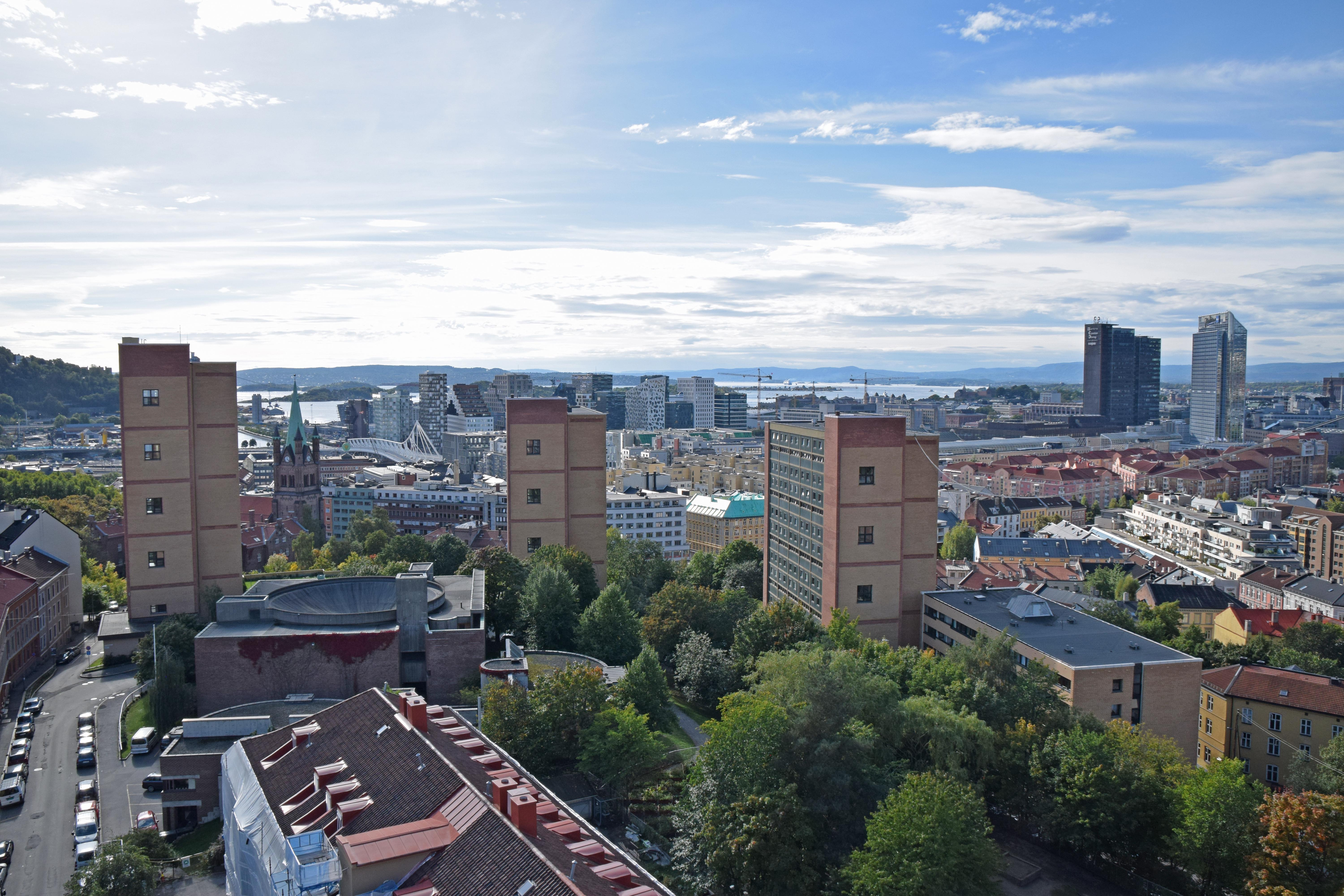
Veduta di Oslo verso l'Oslofjord

Secondo le saghe nordiche, Oslo fu fondata attorno al 1048 dal re Harald Hardråde. Recenti spedizioni archeologiche hanno trovato reperti funerari cristiani antecedenti all'anno 1000, dimostrando che il luogo era popolato già da tempo. Le celebrazioni del millenario di Oslo si sono comunque tenute nel 2000. È stata considerata come capitale da quando Haakon V salì al trono (1299-1319); questi fu il primo re a risiedere permanentemente nella città. Egli iniziò anche la costruzione della fortezza Akershus. Un secolo dopo la Norvegia era una provincia della Danimarca e il ruolo di Oslo fu ridotto a quello di un centro amministrativo provinciale, con il re che risiedeva a Copenaghen. Il fatto che l'Università di Oslo sia stata fondata solo nel 1811 ebbe un effetto fortemente negativo sullo sviluppo della nazione.
Oslo fu distrutta da un incendio nel 1624 e di fatto non più ricostruita sebbene vicino alle rovine sorse un piccolo villaggio che mantenne il nome e fu autonomo fino al 1859. Una città fu ricostruita in una nuova posizione sulla baia vicino alla fortezza Akershus dal re Cristiano IV, che diede il suo nome alla città: Christiania (in un secondo momento 1878-1924 la città fu chiamata Kristiania). L'uso del nome originale Oslo fu ripristinato solo nel 1925 dopo che l'omonimo villaggio, che comprendeva l'antico sito e che fu ribattezzato contemporaneamente Gamlebyen (ossia città vecchia), fu unito amministrativamente alla capitale. Ma molto prima di questo, Christiania cominciò a riacquistare la sua importanza come centro commerciale e culturale in Norvegia. Nel 1814 Christiania divenne la capitale effettiva, quando l'unione con la Danimarca fu sciolta. Molti monumenti della città furono edificati nel XIX secolo, inclusi il Palazzo Reale (1825-1848), lo Stortinget (il parlamento) (1861-1866), l'Università di Oslo, il teatro nazionale, la cattedrale di San Halvard, la cappella reale della Vergine, le chiese di San Clemente, di San Nicola, di Santa Croce ed infine la borsa di Oslo. Nel 1850, Oslo superò Bergen come città più popolosa della nazione.
Oslo ha ospitato i giochi olimpici invernali del 1952. Nel maggio 1993 vi furono firmati gli accordi detti di Oslo II tra Israele e Palestina, sotto l'egida degli Stati Uniti. Due delle principali attrazioni turistiche di Oslo sono il parco di Vigeland, un'esposizione di sculture e altre opere d'arte, e la collina di Holmenkollen, famosa per gli sport invernali. Il 22 luglio 2011 la città è stata vittima di un attacco terroristico: nel quartiere degli uffici governativi vi è stata un'esplosione e due ore più tardi, ad Utøya, ha avuto luogo una sparatoria. I due avvenimenti hanno causato 76 morti, di cui 68 adolescenti tra i 14 e i 18 anni. È stato colpito anche il principale tabloid norvegese.

## Stemma della città
Lo stemma di Oslo è in realtà la versione moderna di un antico sigillo medievale della città, risalente al Trecento circa. Il disegno del sigillo si basa sulla leggenda di San Halvard, il santo patrono di Oslo, e rappresenta il santo vestito con una tunica rossa, cappa ed elmo, seduto sopra un trono di leoni e nelle mani i suoi attributi: una ruota di mulino e delle frecce. Ai suoi piedi, accostata, una donna nuda. Sullo sfondo, un cielo azzurro con quattro stelle dorate.

## Monumenti e luoghi d'interesse

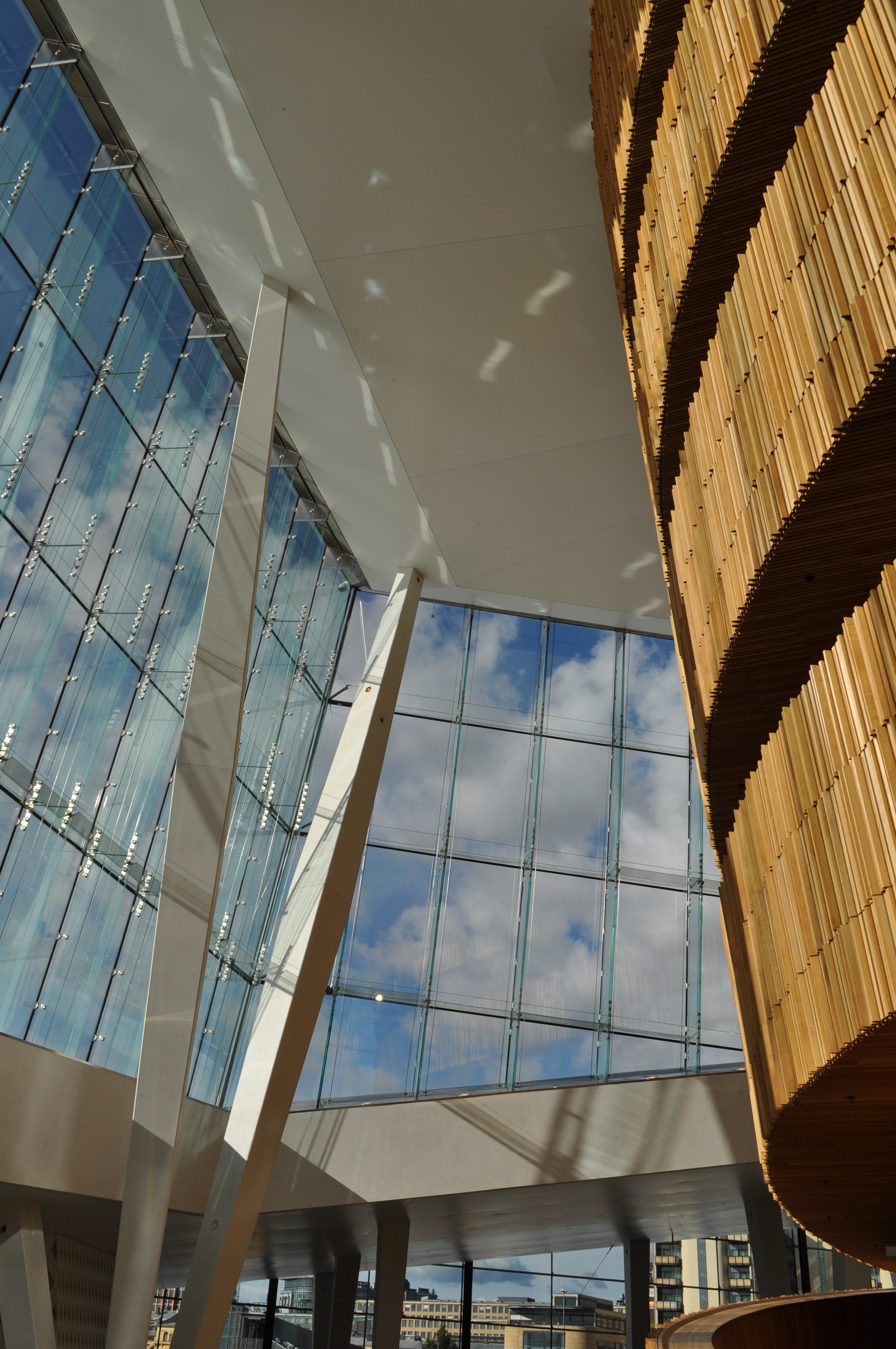
Interno del teatro dell'Opera di Oslo

- Particolare architettonico nel moderno quartiere di Aker BryggeArchitettura moderna nel quartiere di Aker BryggeTeatro dell'Opera di Oslo

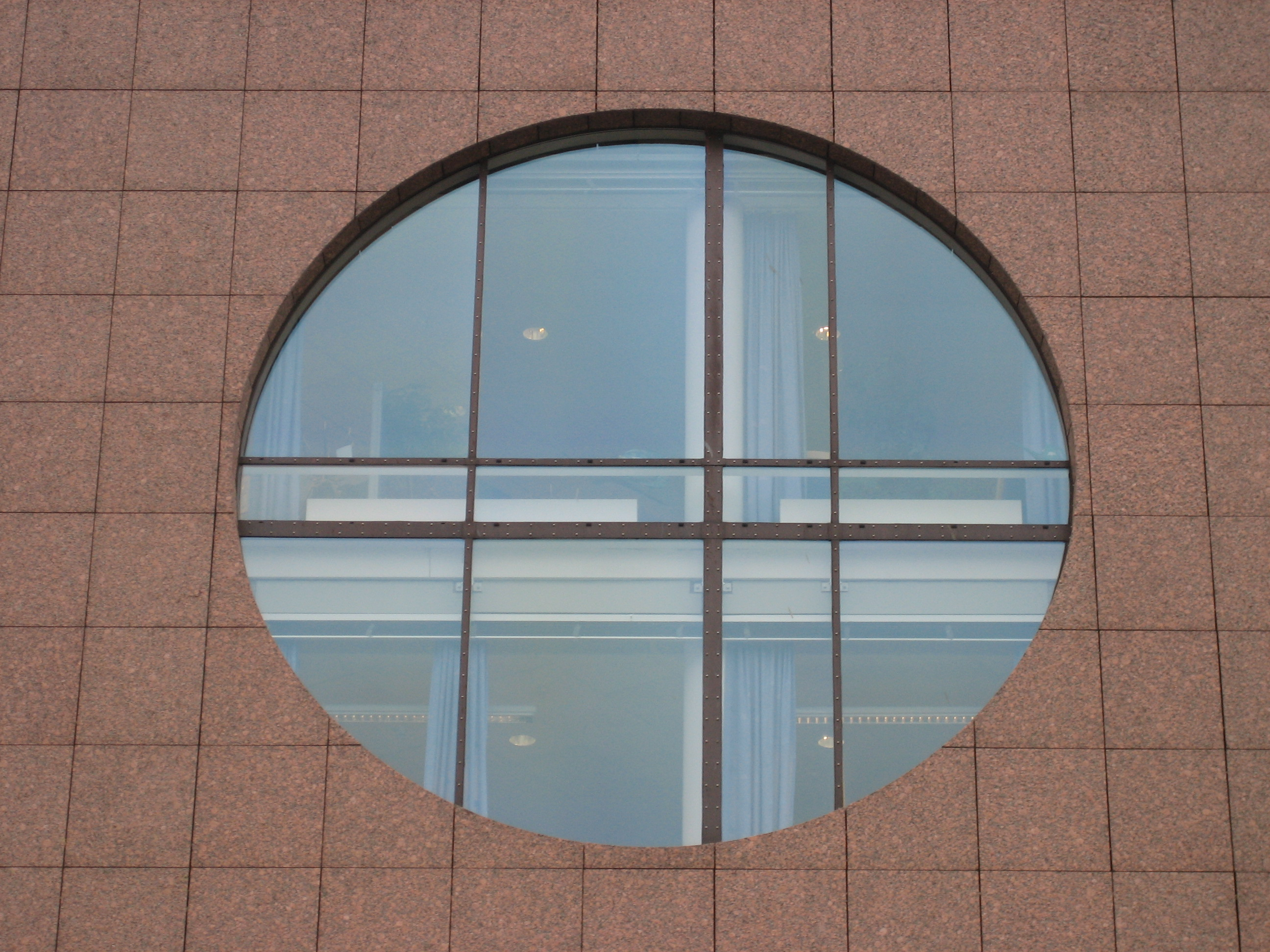
Particolare architettonico nel moderno quartiere di Aker Brygge

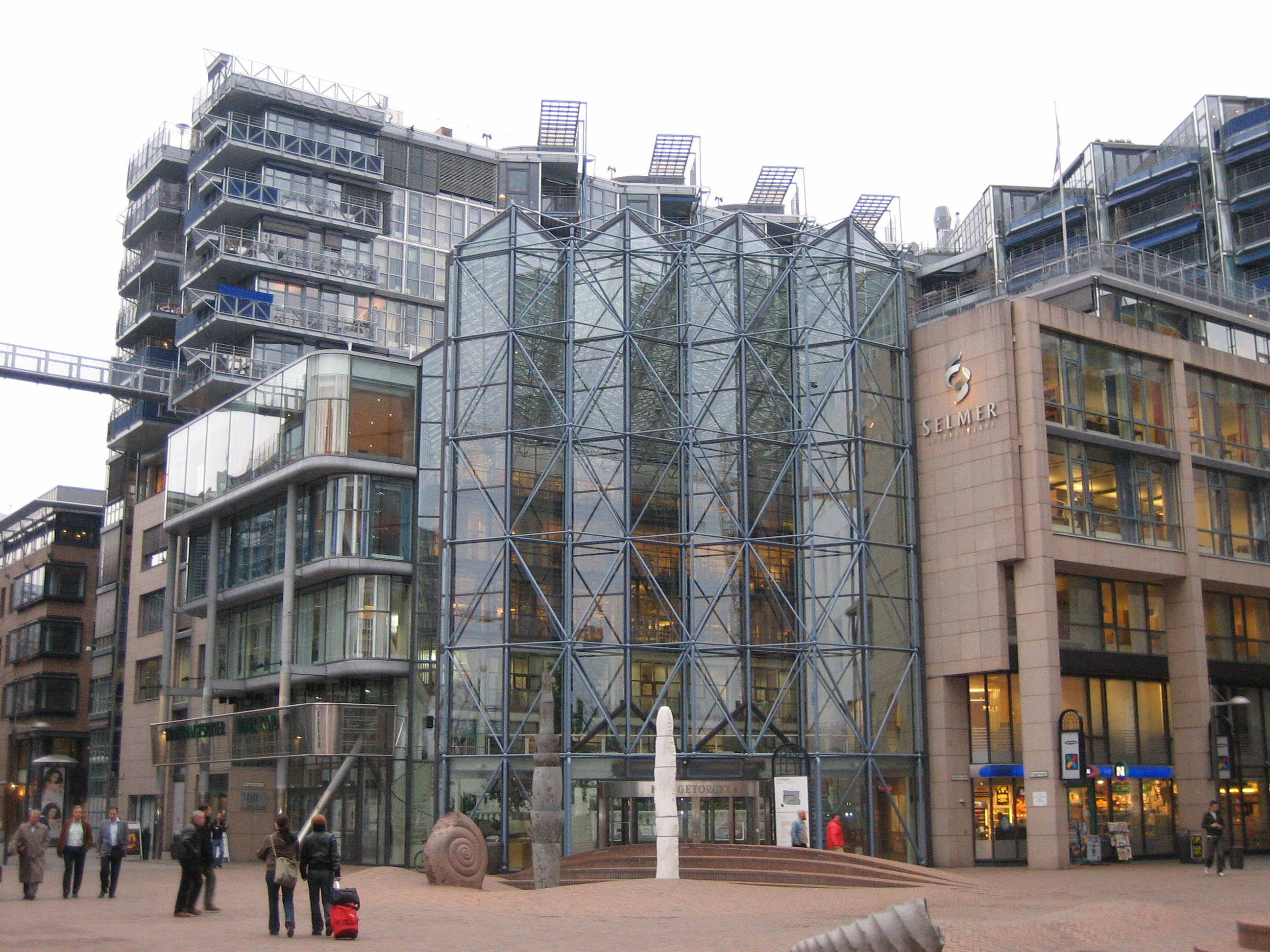
Architettura moderna nel quartiere di Aker Brygge

- Museo Kon-Tiki: dedicato alle avventure di Thor Heyerdahl (1914-2002), uno dei più famosi scienziati, avventurieri e ambientalisti della storia, il Museo Kon-Tiki ospita le imbarcazioni originali e gli oggetti appartenuti alle sue spedizioni, famose in tutto il mondo.
Esso vanta esibizioni permanenti su: Ra, Tigris, Fatu-Hiva, Kon-Tiki, e Isola di Pasqua. Ha un'area separata dedicata alle mostre temporanee, così come un tour di 30 metri all'interno di una grotta e un'esibizione sottomarina contenente la fedele riproduzione di uno squalo balena di 10 metri.
- Fortezza di Akershus
- Palazzo Reale
- Museo Munch
- Galleria nazionale di Oslo
- Museo nazionale di arte, architettura e disegno di Oslo
- Museo storico
- L'Opera e il balletto norvegesi
- Parco dei divertimenti TusenFryd
- Museo Fram
- Museo di storia naturale
- Museo delle navi vichinghe di Oslo

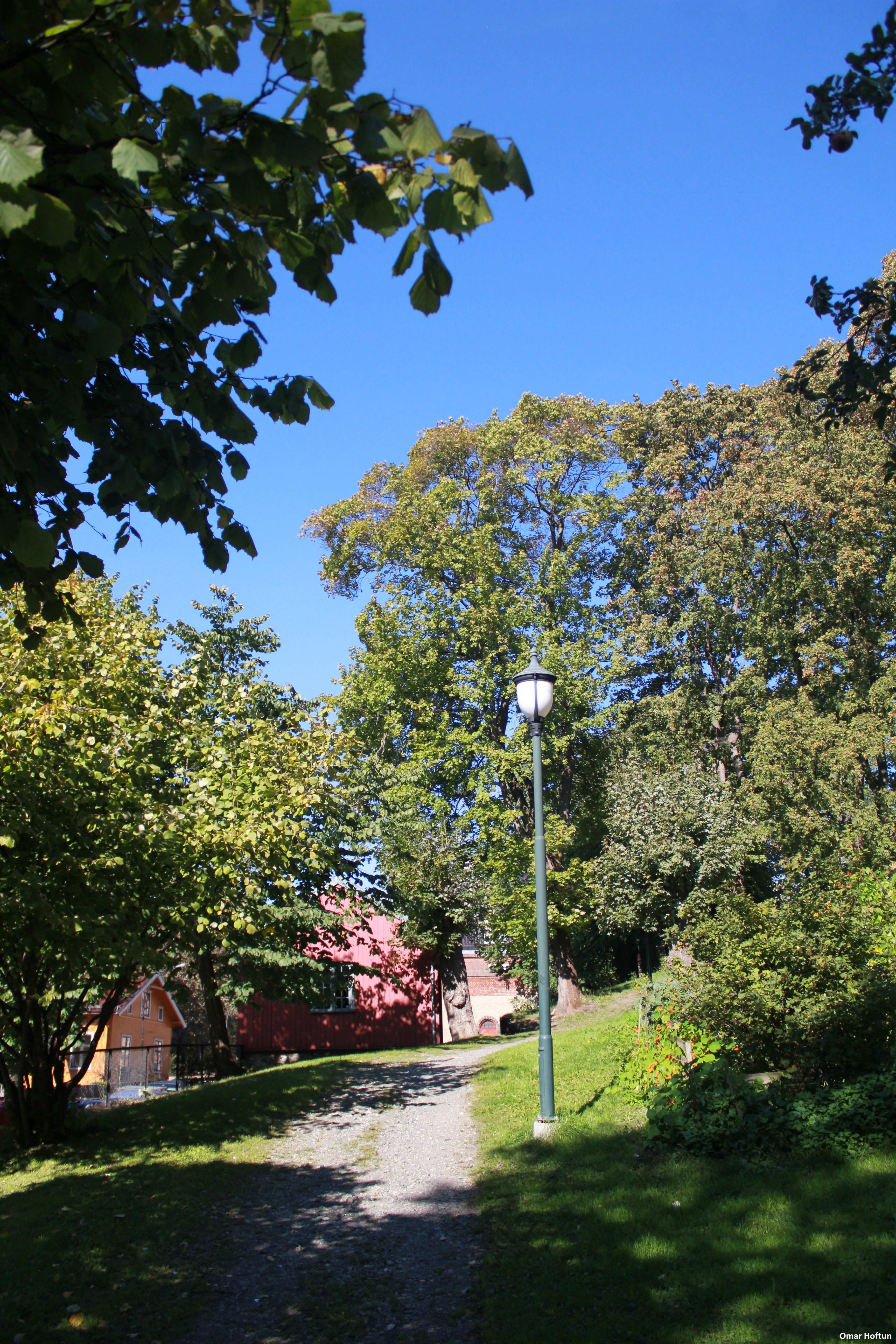
Parco Langgaardsløkken

- Parco di Vigeland
- Aker Brygge
- Municipio di Oslo
- Cattedrale di Oslo (luterana)
- Cattedrale cattolica di Sant'Olav
- Langgaardsløkken
- Hartvig Nissens skole

## Cultura

### Istruzione
L'Università di Oslo è stata fondata nel 1809.
La scuola cattedrale di Oslo risale invece al 1263.
L'Accademia norvegese di musica è stata fondata nel 1973, ma già nel 1883 era presente un'importante scuola di musica, la "Scuola per Organisti", istituita da Ludvig Mathias Lindeman (padre) e Peter Brynie Lindeman (figlio).

### Biblioteca e archivio
A Oslo hanno sede la Biblioteca nazionale norvegese e l'Archivio nazionale.

### Musei
Il più famoso museo di Oslo è il Museo Munch, che ospita varie opere di Edvard Munch, fra cui due delle quattro versioni pittoriche de L'urlo e alcune versioni su incisione.
Il Museo delle tradizioni norvegesi è un museo all'aperto dedicato all'arte popolare e alla vita quotidiana tradizionale. Al suo interno si può ammirare un'autentica stavkirke.
Il Museo Vigeland si trova nel grande Frognerparken e si compone di 212 sculture all'aperto di Gustav Vigeland. Il fratello dello scultore, il pittore e vetraio Emanuel Vigeland, venne sepolto in un mausoleo appositamente costruito, che egli ricoprì di affreschi sul tema della vita, della morte e della rinascita. 
Sono caratteristici di Oslo tre musei dedicati a navi. Il Museo delle navi vichinghe espone tre navi vichinghe trovate a Oseberg, Gokstad e Tune, insieme a molti altri oggetti dell'epoca.
Il Museo del Kon-Tiki ospita le imbarcazioni di Thor Heyerdahl Kon-Tiki e Ra II.
Infine il Museo della Fram custodisce la nave rompighiaccio Fram di Fridtjof Nansen.
Il Museo di Storia espone oggetti archeologici dell'antichità mediterranea (egizia, greca, etrusca e romana) e vichinga.
Il Museo nazionale di arte, architettura e disegno ospita la maggiore collezione d'arte della Norvegia, fra cui un'altra versione de L'urlo.

### Teatri e musica
L'ente lirico norvegese Den Norske Opera & Ballett ha sede nel Teatro dell'Opera di Oslo.
La principale orchestra sinfonica norvegese, è la Filarmonica di Oslo che ha sede nella Sala Concerti di Oslo.
Oslo ha ospitato l'Eurovision Song Contest due volte, nel 1996 e nel 2010.
Ad Oslo si trovano più di venti teatri di prosa, fra cui il "Teatro norvegese" e il Teatro nazionale.
Inoltre ad Oslo durante gli inizi degli anni 90 ci furono diversi roghi di chiese, direttamente legati con la musica Black metal. In particolare queste stavkirke dagli esponenti del genere, che furono resi famosi da questa serie di avvenimenti, oltre che dalla loro musica. Essi erano: Varg Vikernes, Euronymous, Bård Faust e altri membri dell'Inner circle.

### Media
I periodici Aftenposten (centrodestra), Dagbladet (centrosinistra), Verdens Gang (tabloid popolare), Dagens Næringsliv (economico), Finansavisen (economico), il Dagsavisen (socialdemocratico), Morgenbladet (conservatore), Klassenkampen (estrema sinistra) e Nationen (centrista) vengono pubblicati a Oslo.
La sede dell'ente radiotelevisivo statale NRK ha anch'esso sede nella capitale norvegese.

## Società

### Evoluzione demografica
Abitanti censiti

## Eventi
Oslo ha ospitato i giochi olimpici invernali del 1952
A Oslo, più esattamente al Municipio di Oslo viene conferito il Premio Nobel per la Pace.

## Economia
L'area metropolitana di Oslo conta il 25% del prodotto nazionale lordo della Norvegia. La regione vanta uno dei più alti PIL pro capite in Europa. Oslo è stata classificata al secondo posto come luogo più caro dove vivere nel mondo, e la città più cara d'Europa in base al EAI.
La città è sede di alcune delle più importanti aziende marittime. Il porto della città è il più grande del paese per merci e passeggeri. Circa 980 aziende e 8.500 dipendenti lavorano nel settore marittimo con sede a Oslo. Det Norske Veritas possiede circa il 16,5% della flotta mondiale, nei suoi ranghi.

## Infrastrutture e trasporti

### Aerei
Nei dintorni della città sono presenti tre aeroporti:
- Oslo lufthavn, Gardermoen, il principale aeroporto internazionale di Oslo, servito dal treno ad alta velocità (Flytoget)
- Aeroporto di Sandefjord Oslo-Torp (Vestfold), a 115 km (circa 1:45 h) dalla città
- Aeroporto di Oslo-Rygge, a 65 km circa dalla città

### Navali

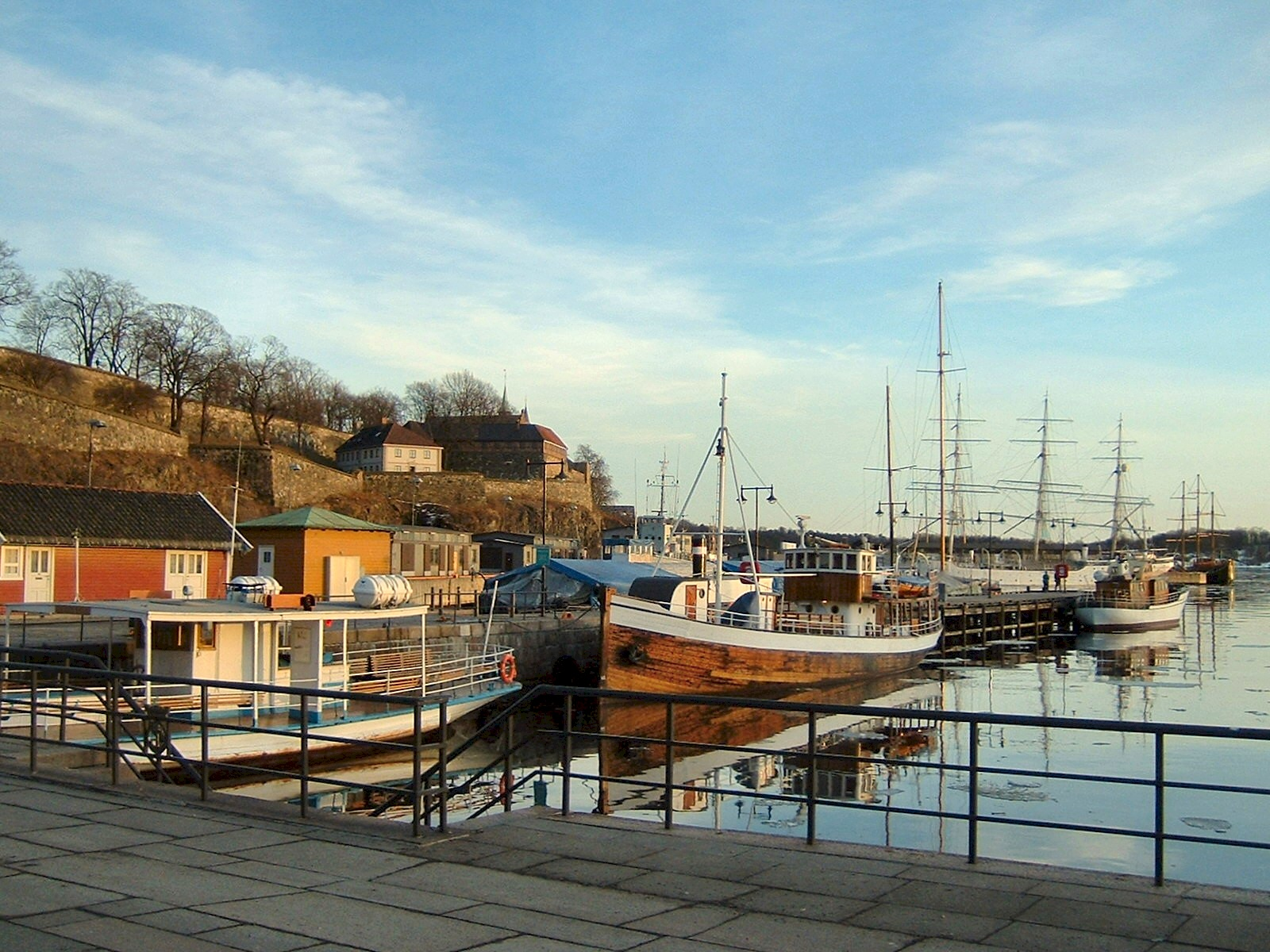
Scorcio del porto di Oslo

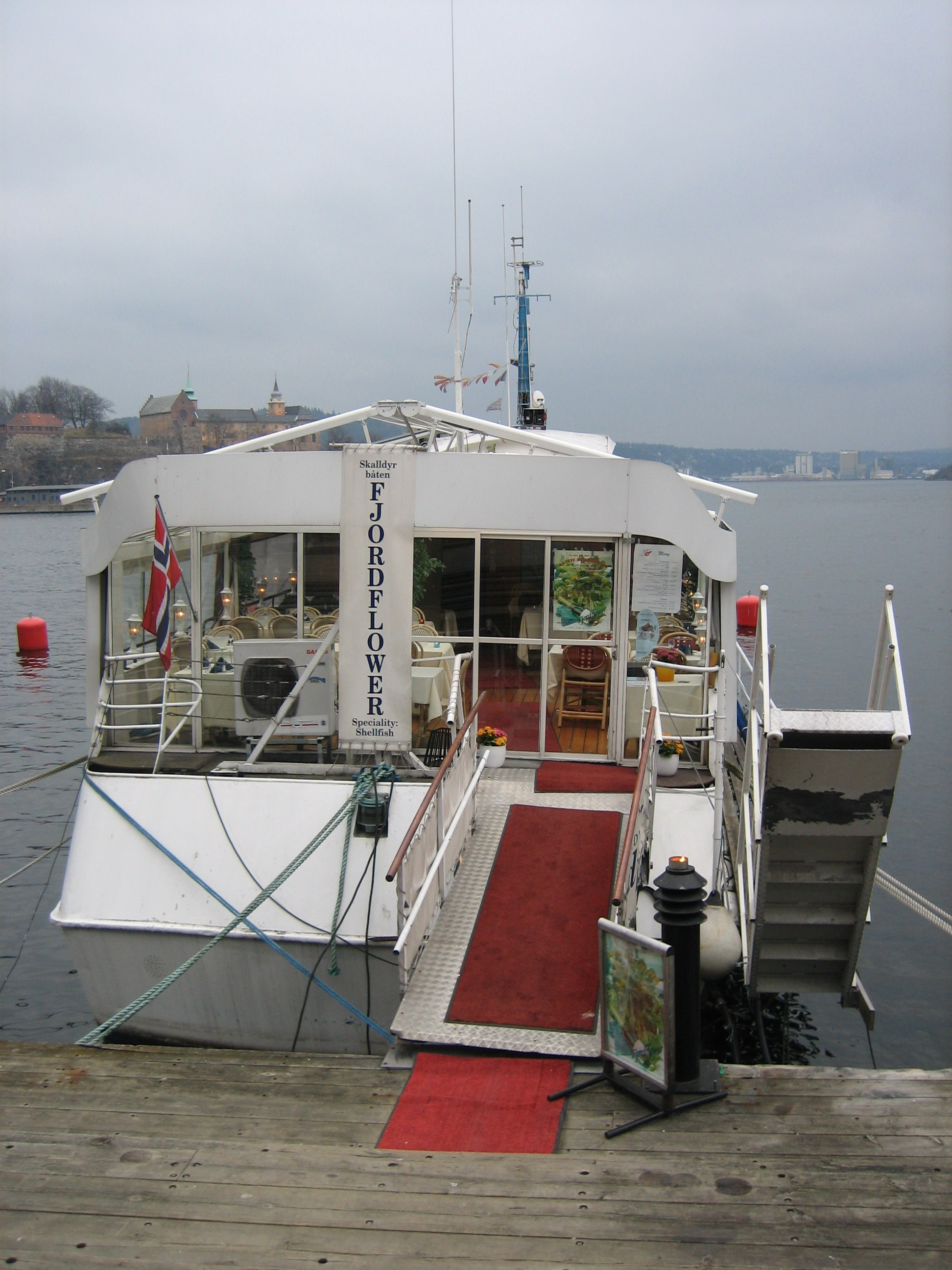
Caratteristica barca-ristorante al porto di Oslo

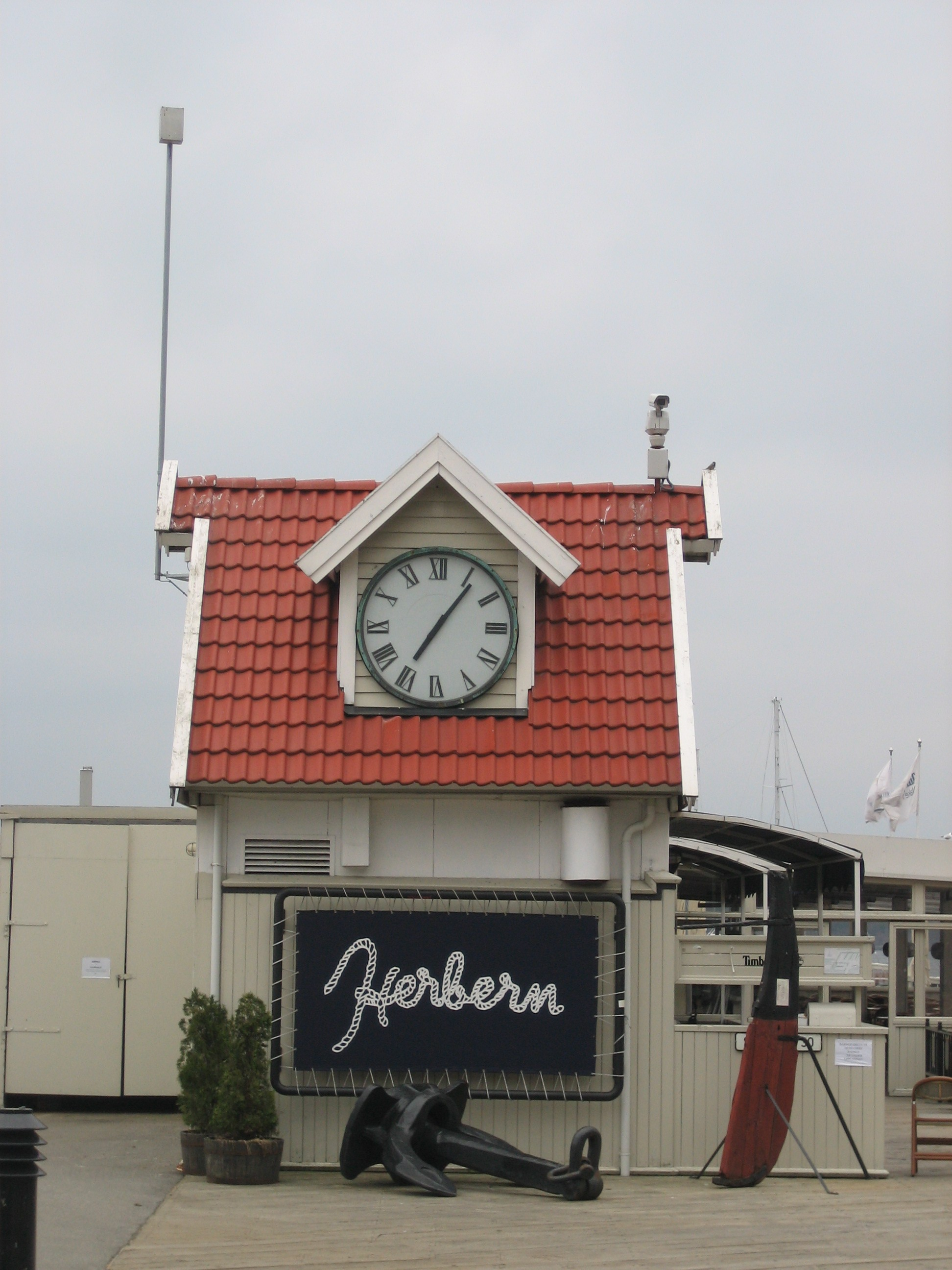
La barca-ristorante Herbern ad Aker Brygge, Oslo

C'è un servizio di traghetti giornaliero che mette in comunicazione la città con: Kiel (Germania), Copenaghen (Danimarca), Frederikshavn (Danimarca), Hirtshals (Danimarca), Nesodden (Norvegia), Aalborg (Danimarca).

### Ferroviari
La Stazione di Oslo Centrale è la stazione ferroviaria principale a Oslo. Da qui, ci sono treni che la connettono a: Trondheim, Bergen, Stavanger, Stoccolma, Göteborg e Copenaghen. Nel 2004 la compagnia ferroviaria norvegese è stata la terza più puntuale in Europa. Per i primi 4 mesi del 2005 la puntualità è del 92,9%. Durante l'inverno in particolare, condizioni atmosferiche avverse, come neve o bufere, possono causare ritardi e cancellazioni nelle linee che transitano per le montagne nel centro della Norvegia.

### Trasporti pubblici

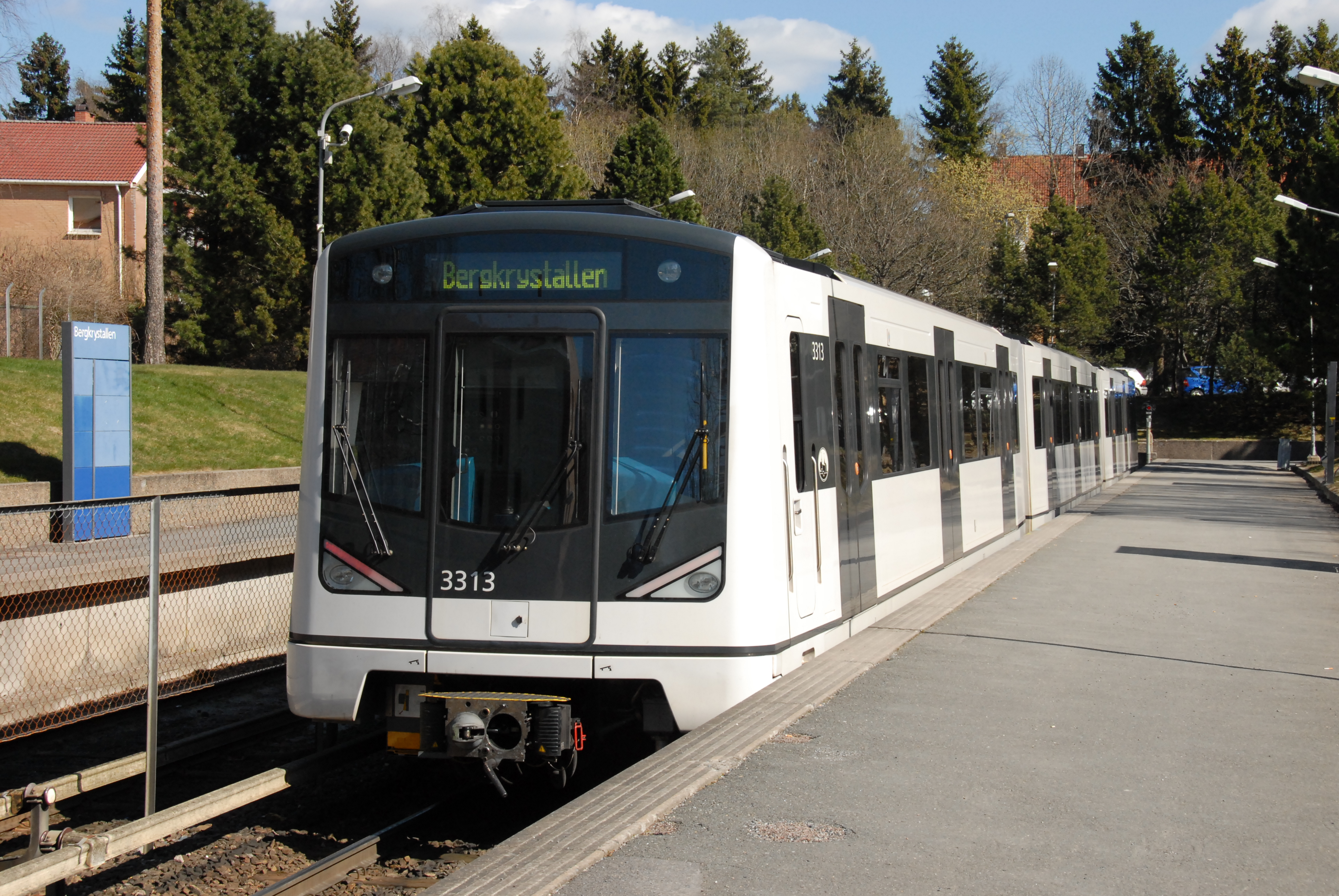
Convoglio MX3000 della metropolitana

Oslo è servita da una rete di bus, da una rete tranviaria, da una rete metropolitana e da una rete di ferrovie suburbane gestite da Vygruppen.
La metropolitana consta di 6 linee a vasto raggio, mentre le 6 linee tranviarie servono l'area centrale della capitale norvegese. Sono inoltre presenti otto linee di ferrovie suburbane. Oslo è infine coperta da 32 linee bus, comprese quelle regionali e periferiche.
Ruter è l'autorità del trasporto pubblico delle contee di Oslo e Akershus. Ruter pianifica, coordina e promuove il trasporto pubblico e gestisce le tariffe integrate tra i vari mezzi di trasporto gestiti da diverse società. Oslo detiene il 60% delle azioni mentre il rimanente 40% appartiene alla contea di Akershus.
Trafikanten è un'organizzazione che ha lo scopo di migliorare l'uso del trasporto pubblico attraverso efficaci e aggiornate informazioni. Trafikanten appartiene per il 46,92 % a Ruter AS e per il 24,95 % a Vygruppen AS (le ferrovie norvegesi).
La metropolitana è gestita dalla società Sporveien T-banen mentre la rete tranviaria è gestita dalla Sporveien Trikken, entrambe controllate da Sporveien, a sua volta controllata dal comune di Oslo.
La rete bus è gestita da diverse società (le tariffe sono comunque totalmente integrate): infatti la rete viene affidata in base a gare d'appalto.

### Mobilità elettrica
Oslo è la prima città al mondo interdetta al traffico di auto alimentate da combustibili fossili. Il centro è raggiungibile esclusivamente con i mezzi pubblici, con taxi elettrici e auto private elettriche, che dispongono di parcheggi gratuiti che offrono la possibilità di collegare i mezzi alla rete elettrica e di ricaricare le batterie senza spese di alcun genere. 

All'interno del centro pedonalizzato è possibile muoversi in bicicletta e in monopattino elettrico.
Nel 2018, Oslo è stata nominata capitale mondiale dell'auto elettrica dall'International Council on Clean Transportation. A gennaio del 2019, è stata nominata la prima Capitale Verde d'Europa.
Oslo è stata la prima città a dotarsi di una rete di ricarica dei taxi urbani mediante piastre a induzione collocate nelle aree di sosta.
La capitale ha anche avviato un programma di elettrificazione della mobilità stradale, che entro il 2020 prevede la completa sostituzione di tutti i veicoli alimentati a benzina o metano con altrettanti mezzi a motore elettrico. Durante le fermate, i veicoli di trasporto collegano il pantografo ad una piastra di alimentazione capace di erogare 400 chilowatt in 7 minuti, ricaricando completamente le loro batterie.
Lo Stato incentiva fortemente la diffusione delle auto elettriche anche ai privati cittadini, erogando un contributo di acquisto che compensa la differenza di prezzo rispetto alle auto tradizionali, e sufficiente a dotarsi di un mezzo con un'autonomia media di 500 chilometri. I cittadini a loro volta hanno accesso alla rete elettrica per ricaricare le batterie della propria autovettura, senza l'applicazione di sovrattasse.

## Amministrazione

### Gemellaggi
- Copenaghen
- Helsinki
- Nuuk
- Reykjavík
- Stoccolma
- Tórshavn
- Varsavia
- Londra

## Sport

### Calcio
La squadra principale della città è il Vålerenga, militante nell'Eliteserien, la massima divisione norvegese. Squadre minori di Oslo sono il KFUM-Kameratene Oslo, il Kjelsås Fotball, lo Skeid Fotball e il Lyn. Molto importante è anche la polisportiva Bekkelagets SK, associazione organizzatrice della Norway Cup, uno dei più grandi tornei di calcio a livello giovanile.

### Football americano
La città è rappresentata nel football americano dai Vålerenga Trolls, 10 volte campioni nazionali, e dagli Oslo Vikings, 9 volte campioni nazionali.

### Sci
Nel territorio di Oslo sorge la collina di Holmenkollen, stazione sciistica attrezzata con varie strutture per la pratica degli sport invernali; tra queste, il più antico trampolino per il salto con gli sci del mondo, varie piste da sci di fondo e uno stadio per il biathlon.